# Wydawnictwo Wielka Litera
Wydawnictwo Wielka Litera – polskie wydawnictwo powstałe w 2012 w Warszawie.
Wydaje głównie reportaże, biografie i powieści. Wśród autorów wydanych książek są m.in. Marek Bieńczyk, Artur Domosławski, Magdalena Grochowska, Marcin Meller, Katarzyna Nosowska, Agata Passent, Jerzy Pilch, Eustachy Rylski, Andrzej Saramonowicz, Teresa Torańska, Janusz L. Wiśniewski, Kuba Wojewódzki i Krzysztof Varga.

## Wyróżnienia dla wydanych książek
- nominacja do Nagrody Literackiej Nike 2022: Artur Domosławski, Wygnaniec. 21 scen z życia Zygmunta Baumana[2]
- nominacja do Nagrody Literackiej Nike 2022: Edward Pasewicz, Pulverkopf[2]
- nominacja do Nagrody Literackiej Gdynia 2022 w kategorii proza: Edward Pasewicz, Pulverkopf[3]
- nominacja do Literackiej Nagrody Europy Środkowej Angelus 2022: Edward Pasewicz, Pulverkopf[4]
- nominacja do Górnośląskiej Nagrody Literackiej Juliusz 2022: Artur Domosławski, Wygnaniec. 21 scen z życia Zygmunta Baumana[5]
- wyróżnienie Nagrody Magellana 2022 w kategorii książka podróżnicza: Grażyna Plebanek, Bruksela. Zwierzęcość w mieście[6]
- wyróżnienie Nagrody Magellana 2022 w kategorii książka podróżnicza: Beata Lewandowska-Kaftan, Dotyk Afryki. Opowieści podróżnicze[6]
- nominacja do Travelerów National Geografic 2021 w kategorii książka roku: Katarzyna Tubylewicz, Samotny jak Szwed?[7]
- Bestseller Empiku 2021 w kategorii literatura piękna: Joanna Mokosa-Rykalska, Matka siedzi z tyłu. Opowieści z d**y wzięte[8]
- nominacja do Ogólnopolskiej Nagrody dla Autorki Gryfia 2021: Dominika Buczak, Dziewczyny z placu[9]
- Nagroda Krakowskiej Książki Miesiąca Września 2021: Beata Chomątkowska, Andreowia[10]